# Charlotte von Mahlsdorf
Charlotte von Mahlsdorf, nome adottato da Lothar Berfelde (Berlino, 18 marzo 1928 – Berlino, 30 aprile 2002), è stata un'antiquaria tedesca, nota per aver fondato il Gründerzeitmuseum di Berlino-Mahlsdorf, un museo oltre che un luogo sicuro per la comunità omosessuale degli anni settanta, in quanto era lei stessa una donna trans.

## Biografia

### Gli anni giovanili
Charlotte von Mahlsdorf, originariamente chiamata Lothar Berfelde, nacque a Berlino-Mahlsdorf nel 1928, figlia di un attivista del Partito Nazista. Secondo la sua autobiografia, già da bambina sentiva di identificarsi come una ragazza e non con il suo genere di nascita, e quindi indossava abiti femminili, cosa che dava molto fastidio a suo padre, che non capiva queste azioni di suo "figlio". Aveva anche una passione per le "vecchie cianfrusaglie". Trovò lavoro presso un traslocatore, che le concedeva di tenere per sé alcuni vecchi mobili, con i quali Charlotte iniziò la sua collezione. Il padre si opponeva con forza alle sue scelte, e costrinse la figlia che lui si ostinava a considerare un figlio alla gioventù hitleriana. Il padre, già molto violento, si infuriò moltissimo quando, nel 1944, sua madre lasciò la famiglia. Obbligò Charlotte a scegliere fra i due genitori e la minacciò di spararle se non avesse scelto in un'ora. la chiuse poi in una stanza, e quando tornò per ucciderla, lei lo colpì molto forte per difendersi e lo uccise. Per questo, nel gennaio 1945, fu condannata a quattro anni di prigione per "comportamenti asociali", che si interruppero però alla fine della seconda guerra mondiale.

### Il dopoguerra

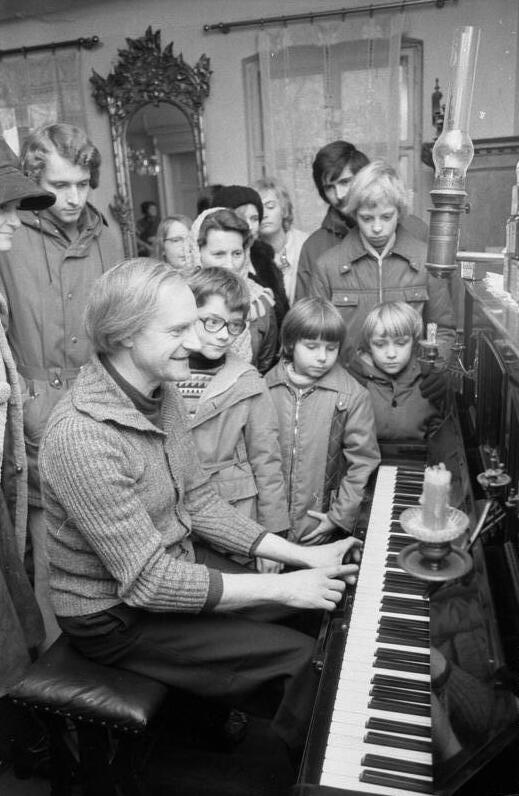
Charlotte von Mahlsdorf guida i giovani visitatori al Gründerzeitmuseum (1977)

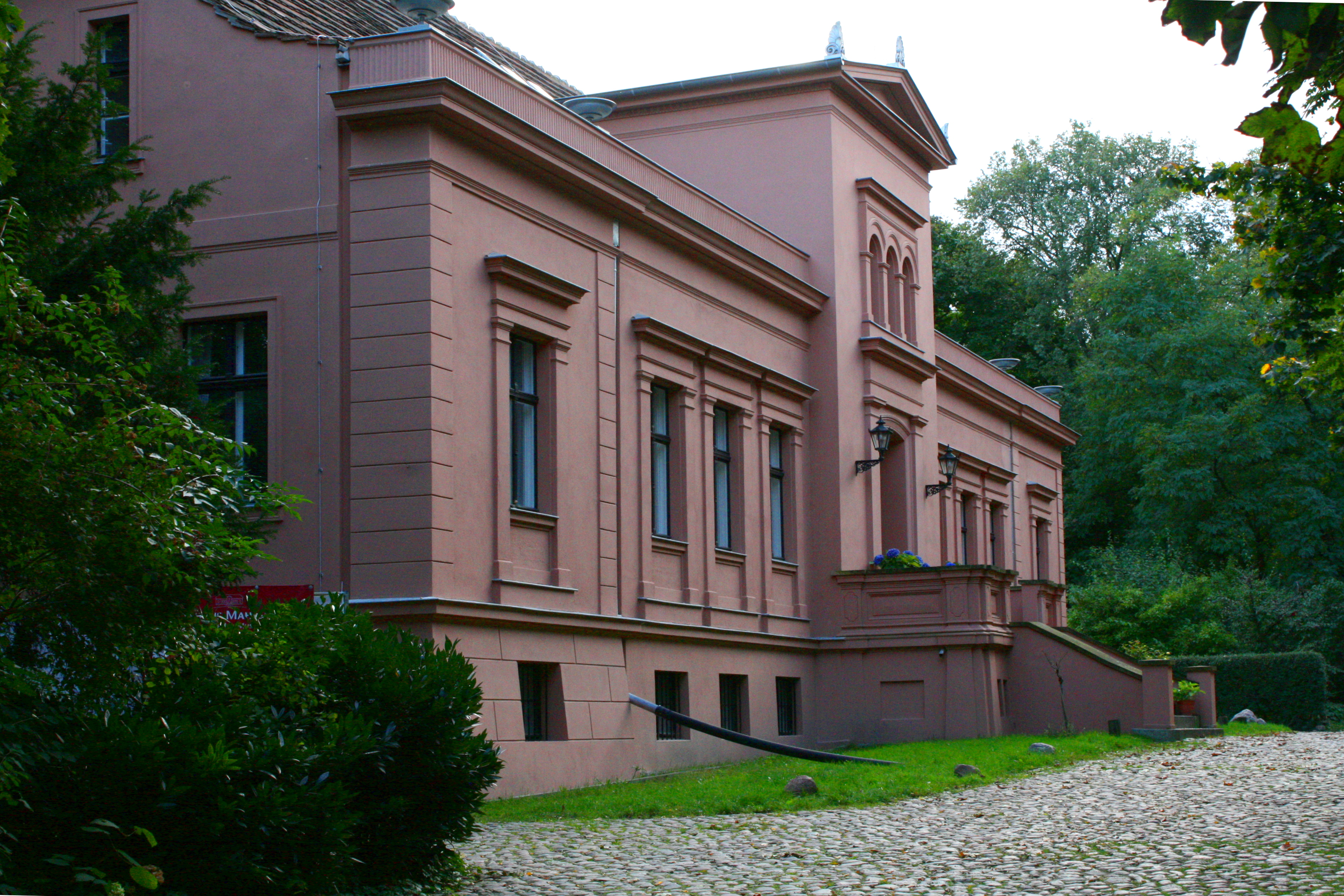
L'edificio di Mahlsdorf che ospita il Gründerzeitmuseum

In seguito alla fine del regime nazionalsocialista, Charlotte iniziò a lavorare come rigattiere, adottando in quel momento il nome di Charlotte von Mahlsdorf, per sostituire il suo nome di nascita, (Lothar Berfelde) vestendo sempre abiti femminili. Continuò a collezionare vecchi mobili e oggetti quotidiani ritrovati nelle vecchie case bombardate, e dalla sua collezione nacque nel 1959-60 il Gründerzeitmuseum, ospitato nella vecchia casa padronale di Mahlsdorf, risalente agli inizi dell'Ottocento e minacciata di abbattimento. Nel 1963 riuscì a salvare l'intero arredamento della vecchia birreria Mulackritze, nel quartiere Scheunenviertel, poco prima dell'abbattimento dell'edificio. La birreria fu ricostruita integralmente nello scantinato del museo.
Negli anni settanta il museo divenne anche punto di ritrovo della comunità omosessuale di Berlino Est, di cui Charlotte era una rappresentante molto nota. Nel 1972 l'edificio fu posto sotto tutela monumentale (Denkmalschutz). Nel 1974 il governo della Repubblica Democratica Tedesca decise di nazionalizzare il museo, ma grazie all'intervento dell'attrice Annekathrin Bürger e dell'avvocato Friedrich Karl Kaul, Charlotte poté restare in possesso della sua collezione. Attualmente, il Gründerzeitmuseum costituisce una delle più importanti raccolte di oggetti quotidiani del periodo. Nel 2008 l'edificio è stato restaurato, grazie all'interessamento personale del sindaco di Berlino, Klaus Wowereit. A Charlotte von Mahlsdorf sono dedicate numerose iniziative culturali gestite dal museo.

### Il trasferimento in Svezia
Dopo la riunificazione tedesca, il museo fu bersaglio di alcuni attacchi a carattere omofobo da parte di gruppi neonazisti. Nel 1991, in seguito ad un grave episodio che si concluse con il ferimento di numerosi visitatori, Charlotte von Mahlsdorf espresse l'intenzione di abbandonare la Germania. Nel 1992 il regista Rosa von Praunheim girò un film sulla sua vita, intitolato Ich bin meine eigene Frau, a cui Charlotte partecipò nel ruolo di sé stessa.
Nel 1992 ottenne l'Ordine al merito di Germania, ma nel 1995 il museo chiuse, e due anni dopo Charlotte si trasferì a Porla Brunn, in Svezia, dove aprì un nuovo museo. Il museo di Mahlsdorf venne acquistato dalla città di Berlino, e riaperto nel 1997 dalla fondazione Förderverein Gutshaus Mahlsdorf e.V.. Charlotte von Mahlsdorf morì d'infarto il 30 aprile 2002, durante una breve visita a Berlino. Fu sepolta al cimitero di Mahlsdorf, di fianco a sua madre.